# Fast Times at Ridgemont High
 Fast Times at Ridgemont High  is een Amerikaanse komedie uit 1982 onder regie van Amy Heckerling, naar het boek van Cameron Crowe. De film wordt doorgaans beschouwd als de grondlegger van het 'high school comedy' subgenre. Een aanzienlijk deel van de filmploeg bestond uit beginnende acteurs en actrices die sindsdien respectabele acteercarrières opbouwden.
De film had een vervolg in de vorm van een televisieserie met de naam Fast Times.

## Verhaal
Het verhaal concentreert zich op een groep jongeren die de Ridgemont High highschool in het dorp Ridgemont bezoekt. De jongens en meisjes bevinden zich op een punt in hun levens waarop ze afscheid nemen van hun kindertijd en hun eerste stappen naar volwassenheid zetten. Daarin kampen ze stuk voor stuk met hun eigen strubbelingen. De vijftienjarige Stacy Hamilton (Jennifer Jason Leigh) heeft nog nooit seks gehad en vindt het tijd dat dit gebeurt. Ze zit vol met onzekerheden over hoe ze dit aan moet pakken. Daarvoor vraagt ze raad aan haar wat ervarener vriendin Linda Barrett (Phoebe Cates), die een relatie heeft, maar totaal verwaarloosd wordt door haar nooit opduikende vriend. Hamiltons oudere broer Brad (Judge Reinhold) zit in zijn examenjaar en barst van de toekomstdromen en ambities. Zijn jaargenoot Jeff Spicoli (Sean Penn) daarentegen vindt alleen surfen en blowen belangrijk en gelooft het verder allemaal wel. Zijn vrije geest en standaard te laat komen valt daarbij alleen niet in goede aarde bij leraar Mr. Hand (Ray Walston).
De verlegen Mark 'Rat' Ratner (Brian Backer) wordt intussen tot over zijn oren verliefd op Hamilton. Hij krijgt op zijn beurt raad van zijn vriend Mike Damone (Robert Romanus), die zich voornamelijk druk maakt om de indruk die hij op anderen maakt.

## Rolverdeling
| Acteur               | Personage                          |
| -------------------- | ---------------------------------- |
| Sean Penn            | Jeff Spicoli                       |
| Jennifer Jason Leigh | Stacy Hamilton                     |
| Judge Reinhold       | Brad Hamilton                      |
| Phoebe Cates         | Linda Barrett                      |
| Brian Backer         | Mark Ratner oftewel Rat            |
| Robert Romanus       | Mike Damone                        |
| Lana Clarkson        | Mrs. Vargas                        |
| Vincent Schiavelli   | Mr. Vargas                         |
| Ray Walston          | Mr. Hand                           |
| Forest Whitaker      | Charles Jefferson                  |
| Eric Stoltz          | Stoner Bud                         |
| Nicolas Cage         | Nicolas Coppola oftewel Brad's Bud |
| Kelli Maroney        | Cindy                              |

## Filmmuziek
1. "Somebody's Baby" (Jackson Browne) - 4:05
2. "Waffle Stomp" (Joe Walsh) - 3:40
3. "Love Rules" (Don Henley) - 4:05
4. "Uptown Boys" (Louise Goffin) - 2:45
5. "So Much in Love" (Timothy B. Schmit) - 2:25
6. "Raised on the Radio" (The Ravyns) - 3:43
7. "The Look in Your Eyes" (Gerard McMahon) - 4:00
8. "Speeding" (The Go-Go's) - 2:11
9. "Don't Be Lonely" (Quarterflash) - 3:18
10. "Never Surrender" (Don Felder) - 4:15
11. "Fast Times (The Best Years of Our Lives)" (Billy Squier) - 3:41
12. "Fast Times at Ridgemont High" (Sammy Hagar) - 3:36
13. "I Don't Know (Spicoli's Theme)" (Jimmy Buffett) - 3:00
14. "Love Is the Reason" (Graham Nash) - 3:31
15. "I'll Leave It up to You" (Poco) - 2:55
16. "Highway Runner" (Donna Summer) - 3:18
17. "Sleeping Angel" (Stevie Nicks) - 3:55
18. "She's My Baby (And She's Outta Control)" (Palmer/Jost) - 2:53
19. "Goodbye, Goodbye" (Oingo Boingo) - 4:34

## Trivia
- De film werd genomineerd voor een Writers Guild of America Award.
- Fast Times at Ridgemont High is gearchiveerd in het National Film Registry van de Library of Congress omdat deze cultureel, historisch of esthetisch opvallend is.
- De dan 17-jarige acteur Nicolas Cage staat in Fast Times at Ridgemont High voor het eerst en tegelijk voor het laatst vermeld als Nicolas Coppola.
- De vrouw die in de auto naast die van Brad lacht om zijn piratenpak is Nancy Wilson, de echtgenote van schrijver Crowe.
- De film werd opgenomen op drie scholen: Van Nuys High School, Canoga Park High School en Torrance High School. alle drie in de buurt van Los Angeles. De winkelcentrumscènes werden in Santa Monica Place en Sherman Oaks Galleria geschoten.